# Kaple svatého Jáchyma (Lobendava)
Kaple svatého Jáchyma (něm. Joachimskapelle), doplněná zničenou křížovou cestou, stojí na vrcholu kopce Jáchym (též Jáchymův vrch, něm. Joachimsberg, 475 m n. m.) na okraji katastru obce Lobendava. Přestože je kaple značně poničená, je od roku 2014 chráněna jako kulturní památka České republiky.

## Pověst
Podle staré pověsti žil na vrchu Roubený (něm. Raupenberg, 461 m n. m.) u Lobendavy rytíř Wilm, který podnikal se svou družinou loupežné výpravy do širokého okolí. Aby byla jeho řádění učiněna přítrž, vyslalo na něj město Budyšín trestnou výpravu právě ve chvíli, kdy byl Wilm na tažení u hradu Krásný Buk. Jeho hrad zastihli vojáci téměř prázdný, proto jej snadno dobyli a zničili. Věrný hradní správce Jáchym (něm. Jochen, Joachim) spolu s jedním zbrojnošem unikli Budyšínským díky tajné chodbě. S sebou vzali z Wilmovy pokladnice tolik, kolik jen mohli unést, a poklad se vydali uschovat do tajné jeskyně na blízkém kopci uprostřed lesa (Jáchymův vrch). Jáchym vyslal zbrojnoše na výzvědy, ten se ale již nevrátil, proto vyrazil z úkrytu sám. Svého pána hledal nejprve na Krásném Buku, který byl však také dobyt. Vrátil se proto do trosek Wilmova hradu, odkud z tajné pokladnice odnosil postupně všechny cennosti do nové jeskynní skrýše. Jáchym vchod jeskyně pečlivě zakryl tak, aby jej nikdo nemohl objevit.

Nedlouho poté se Jáchymovi v noci zdál sen. V něm k němu promluvil jeho jmenovec svatý Jáchym a radil mu, aby zanechal loupežného života a obrátil se k Bohu. Jáchym uposlechl, odložil rytířský oblek a rozhodl se stát poustevníkem. Velmi brzy vešel ve známost v celém okolí. Ke skromnému a vlídnému poustevníku chodili lidé pro radu, neboť jim uměl pomoci, dát útěchu a uzdravit nemocné léčivými bylinami. Během svátků putoval se známými vesničany do kostela, v neděli se s nimi společně modlil v malé lesní kapli, kterou sám vystavěl a kde na oltáři visel obraz svaté Anny a svatého Jáchyma.

Jednoho dne poustevníka Jáchyma vyrušil při ranní modlitbě zbožný poutník. Nebyl to nikdo jiný než rytíř Wilm, který se po zničení svého hradu obrátil k Bohu. Vydal se do Svaté země, aby zde slíbil konat pokání za své těžké hříchy. Jáchym mu nabízel, že mu ukáže skrýš s pokladem, Wilm však nechtěl; rozhodl se také pro kajícný život poustevníka. Usadil se nedaleko na úpatí Ječného vrchu (něm. Gerstenberg, 503 m n. m.), kde spolu s několika dřevorubci založil ves Wilmsdorf (dnes Vilémov).

Poustevník Jáchym žil ještě mnoho let, zcela oddán Bohu a službě prostým lidem. Ve vysokém věku zemřel tak, jak si vždy přál: na svátek svatého Jáchyma odešel na věčnost během modlitby. Vesničané, kteří jej našli, byli jeho skonem velmi zarmoucení. Za účasti poustevníka Wilma byl Jáchym pohřben uprostřed své kapličky. Wilm pak následoval svého přítele na věčnost nedlouho poté. Protože Jáchym o pokladu nikomu neřekl, čeká tak, ukryt v útrobách Jáchymova vrchu, na své objevení dodnes.

## Historie

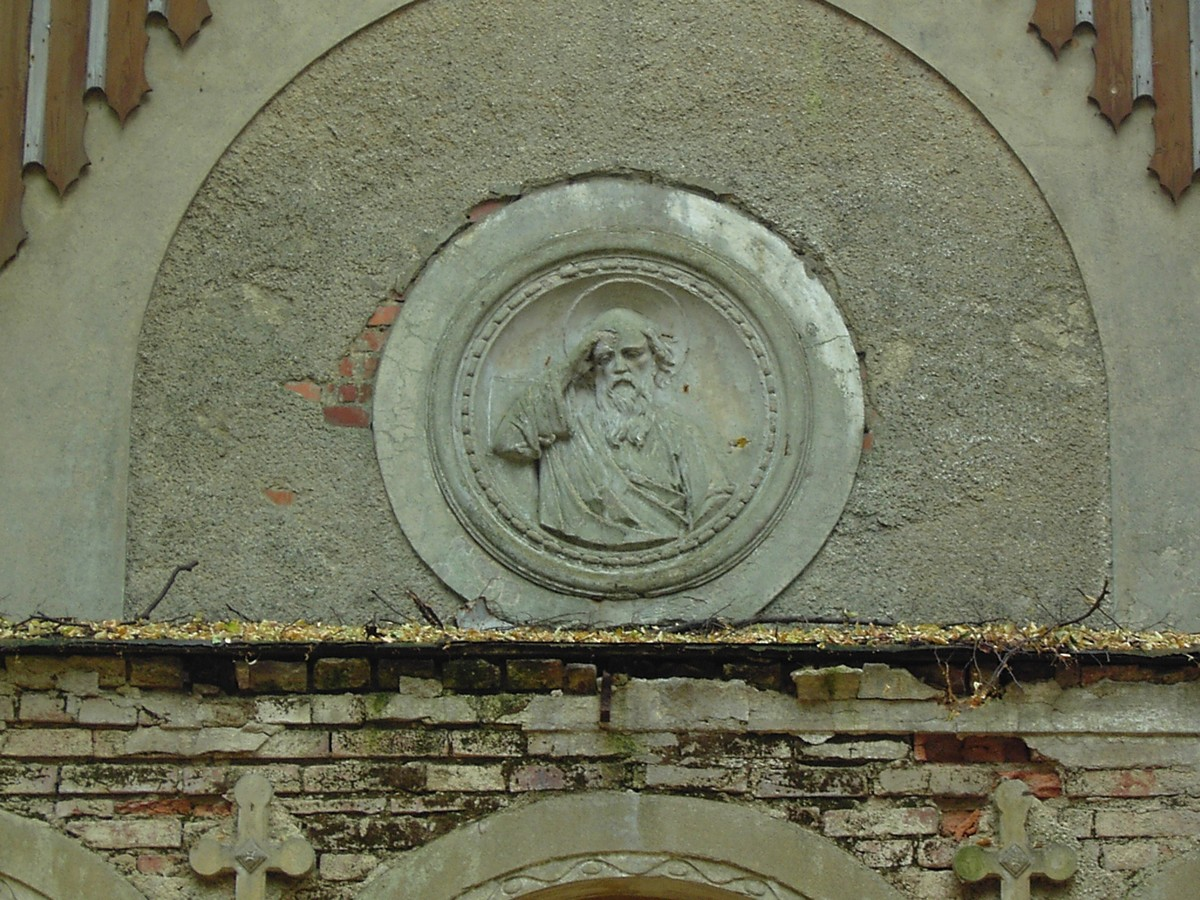
Medailón s vyobrazením svatého Jáchyma (2006)

Pověst o poustevníku Jáchymovi je časově zařazována do 14. století. První kaple na vrchu Jáchym však byla pravděpodobně postavena až mnohem později, podle dochovaných pramenů patrně v polovině 18. století. Její založení je příznačně spjato s kaplí svaté Anny na Anenském vrchu (něm. Annaberg, 420 m n. m.). Roku 1716 muž jménem Schlemkrich při cestě Saskem uviděl skupinku dětí, jak na provázku vláčí rozedraný obraz svaté Anny. Muž jej od dětí odkoupil a poté daroval lobendavskému kostelu, obraz byl vystaven na sloupu na Anenském vrchu. Protože byl obraz při bouřkách často shozen, složili se obyvatelé na stavbu malé dřevěné kaple na vrchu Jáchym, kam byl obraz umístěn. Po výstavbě kaple svaté Anny na Anenském vrchu v letech 1776-1777 byl obraz vrácen na Anenský vrch, údajně také proto, že se sem několikrát zázračně přemístil. Kaple svatého Jáchyma zůstala i nadále navštěvovaným poutním místem, byť zastíněným novou svatoanenskou kaplí.

Na konci 19. století je na Jáchymově vrchu zmiňována malá dřevěná poutní kaplička se zastaveními křížové cesty. Ta stála až do roku 1914, kdy vyhořela. Téhož roku byla postavena kaple nová, již zděná. Spolu s kaplí svatého Jáchyma vyrostla na vrchu nová křížová cesta se čtrnácti sloupky a dvěma kaplemi. Autorem celého komplexu byl Franz Eiselt ze sousední Lipové. Kaple svatého Jáchyma (stejně jako dnes zaniklá křížová cesta) nebyla později upravována, dochovala se tak v původní podobě a je významným dokladem církevní architektury 1. poloviny 20. století.

Po druhé světové válce ztratila kaple i křížová cesta svůj význam a nebyla využívána, současně přišla o vnitřní vybavení. Zatímco křížová cesta zanikla v průběhu 60. let 20. století, kaple svatého Jáchyma přečkala do dnešních dnů, i když nebyla udržována a zchátrala. V současnosti je kaple ve vlastnictví Římskokatolické farnosti Lobendava a není využívána. Od roku 2014 je památkově chráněna. V následujících letech je plánována celková rekonstrukce kaple i křížové cesty, která je však ve vlastnictví podniku Lesy České republiky, s.p.

## Popis

### Exteriér

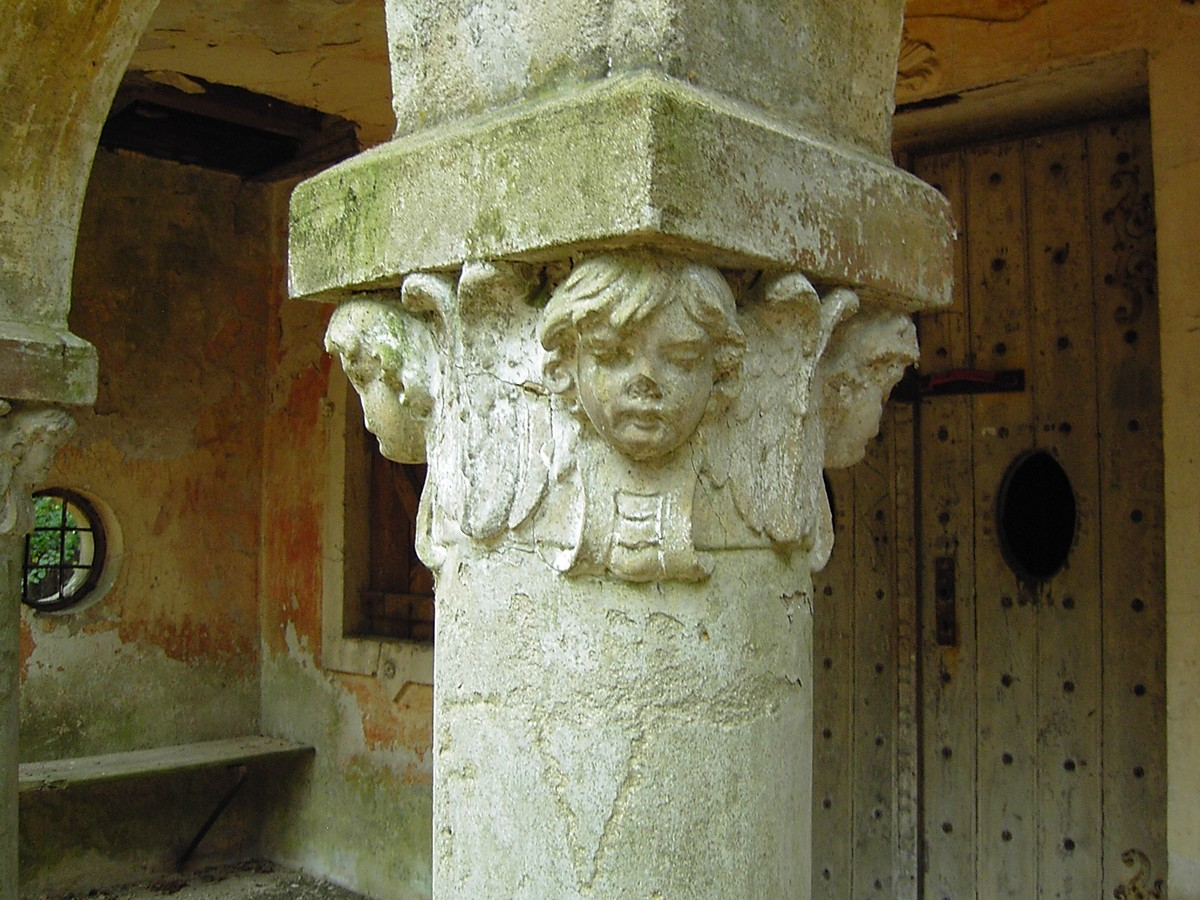
Hlavice sloupů s andělíčky (2006)

Svatojáchymská kaple stojí na obdélném půdorysu, v závěru je doplněna o půlkruhovou apsidu, v průčelí je předsazena předsíň. Stavba nese celkově secesní i historizující prvky. Omítky jsou dvojí (hrubá a hladká), doplněné o štukové reliéfy a jednoduché štukové pilastry. Ve štítu, částečně obloženém hoblovanými prkny, je umístěn medailon s podobiznou svatého Jáchyma, nad ním menší kříž a oválné okno. V bočních stěnách jsou umístěny dvojice obdélných oken s půlkruhovým závěrem, v současnosti bez okenních výplní, částečně zabedněná prkny. Apsidu zdobí dvě kruhová okna a velký štukový latinský kříž. Předsíň, ke které vedou tři schody, je velmi zajímavě a originálně výtvarně pojata. Tři arkády podpírají dva sloupy a dva polosloupy. Hlavice jsou zdobené obličeji andělíčků a křídly. Zábradlí mezi bočními arkádami chybí. V bočních stěnách předsíně je umístěno vždy po jednom malém kruhovém oknu. Jediný vstup do kaple je dvoukřídlými dřevěnými dveřmi s dvěma kruhovými okénky. V šambráně je reliéf božího oka. Po obou stranách dveří jsou umístěna obdélná okna s půlkruhovým závěrem, částečně zabedněná, bez výplní. Předsíň je zakrytá plechovou pultovou střechou. Vysoká střecha kaple je polovalbová, stejně jako polokuželovitá střecha apsidy je krytá pálenými taškami (bobrovky). Na bocích střechy jsou umístěny lichoběžníkové vikýře bez okenních výplní. V přední části střechy ční čtverhranný sanktusník krytý plechem, v současnosti poškozený (sanktusníkem a vikýři zatéká do krovu).

### Interiér
Vnitřní omítky a nátěry jsou značně poškozené vlivem stáří, ale především kvůli vandalům. Apsida, která zároveň plní funkci presbytáře, je prázdná, po jejích stranách jsou umístěny dvě půlkruhově zakončené niky, rovněž prázdné. Podlaha je tvořena černými a okrovými dlaždicemi a nese známky poškození. Strop byl plochý, po celé délce lodi kaple chybí, odhaleny jsou tak trámy. V levé přední části kaple jsou úzké dřevěné schody, které vedou na dřevěný kůr a do podkroví. Kůr a trámy jsou poškozené zatékáním. Vnitřní vybavení kaple se nedochovalo, ztratilo se nebo bylo zničeno po druhé světové válce.

## Galerie

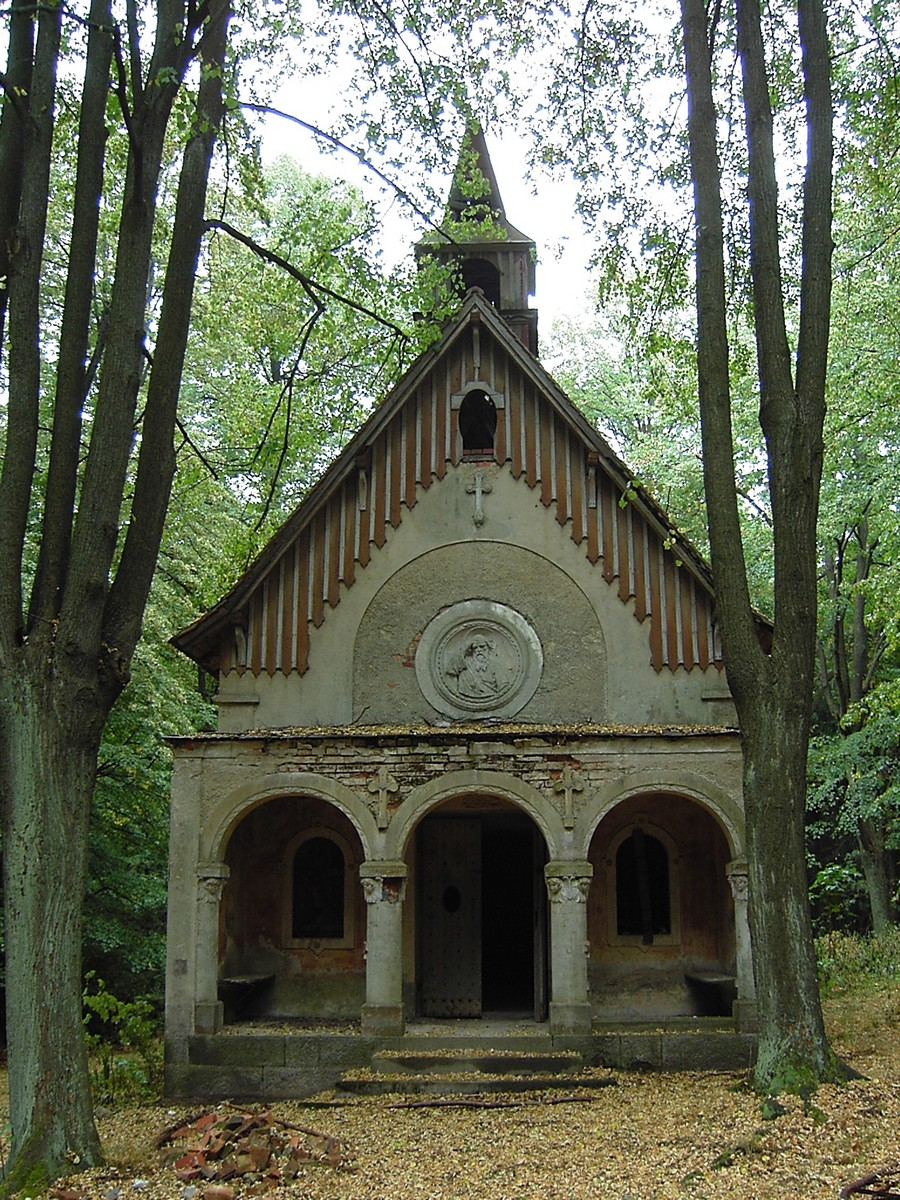
Kaple svatého Jáchyma (2006)
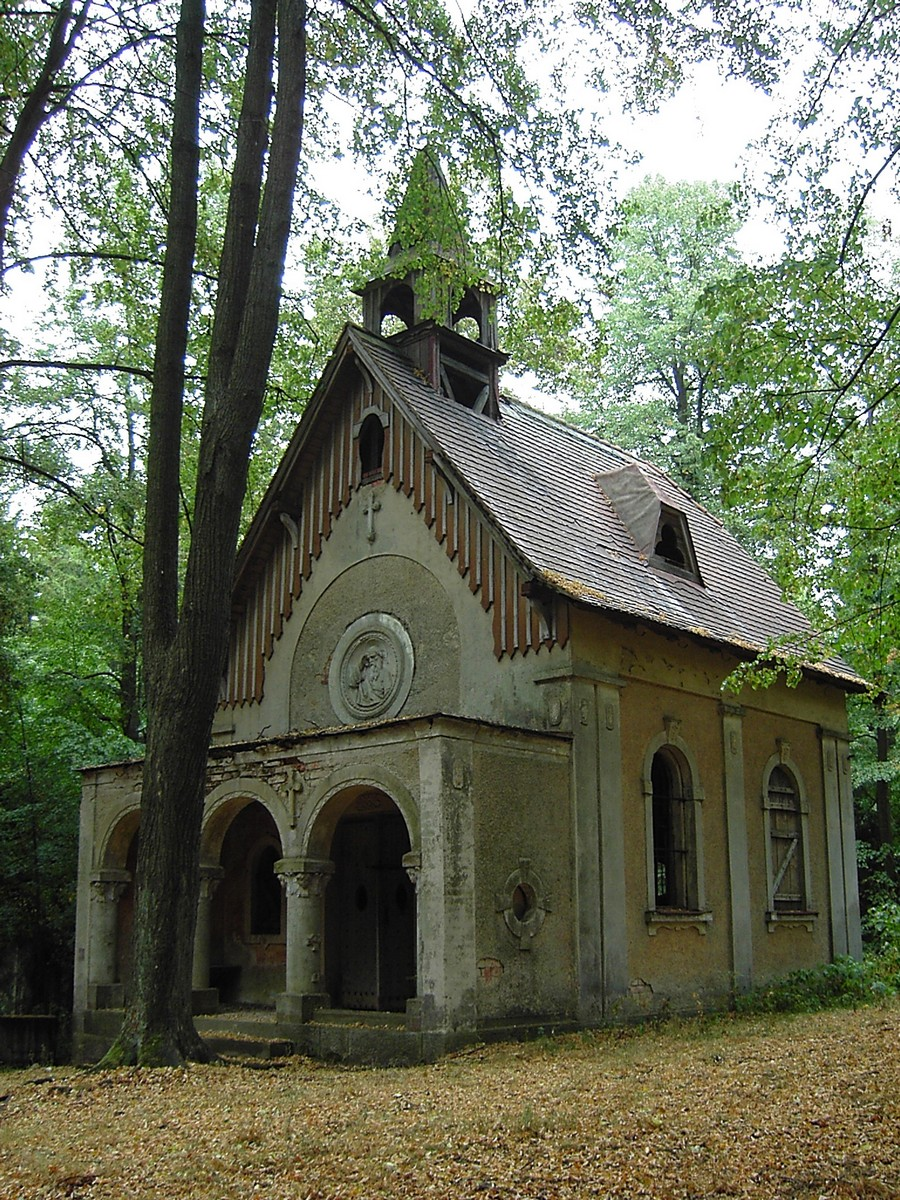
Kaple svatého Jáchyma (2006)
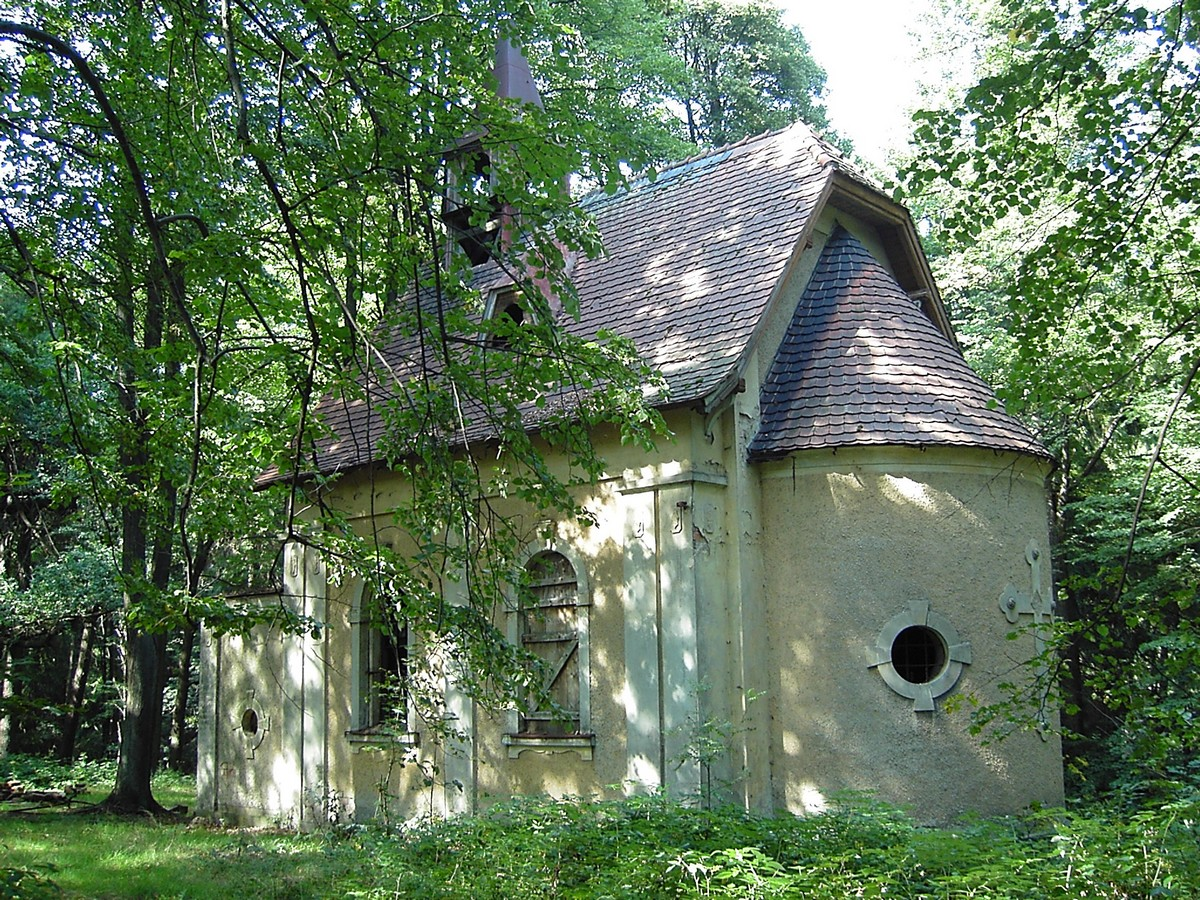
Kaple svatého Jáchyma (2005)
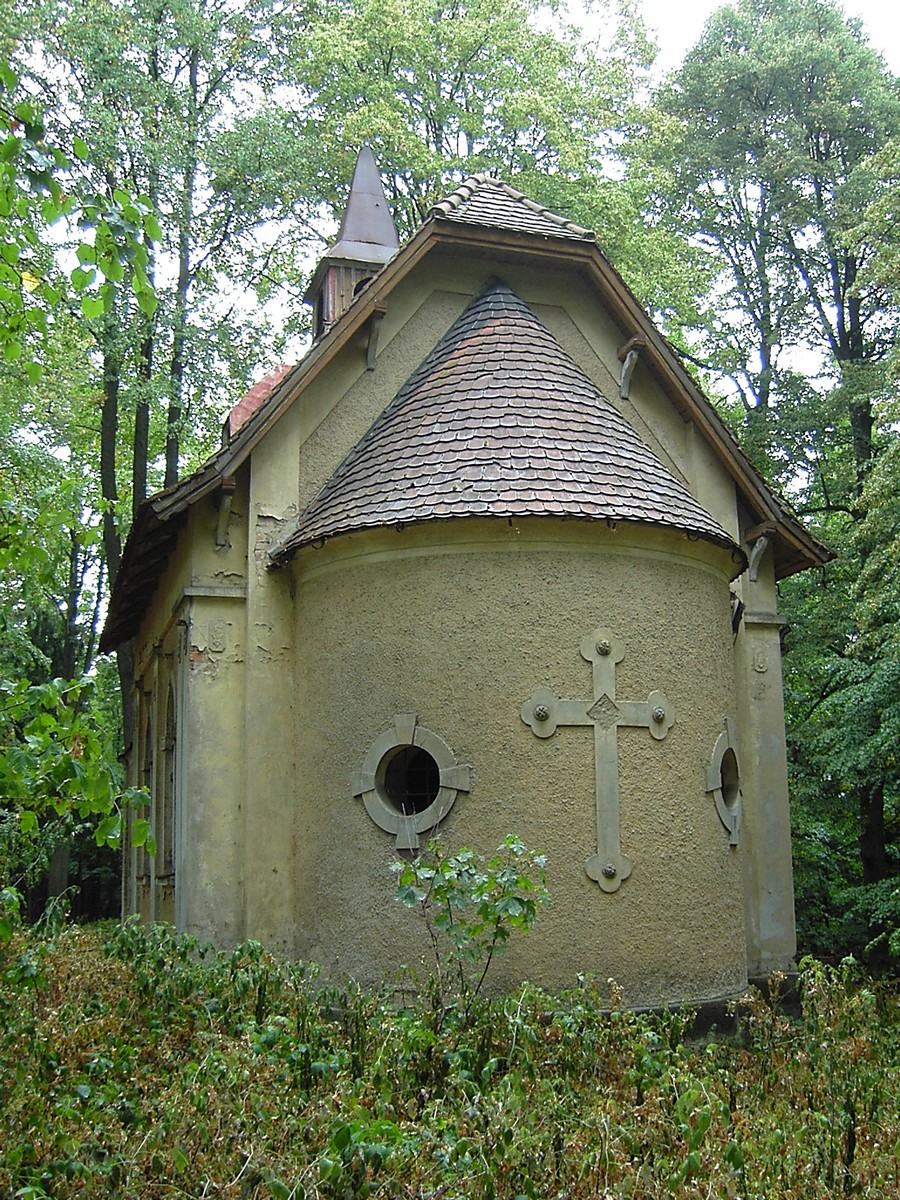
Kaple svatého Jáchyma (2006)
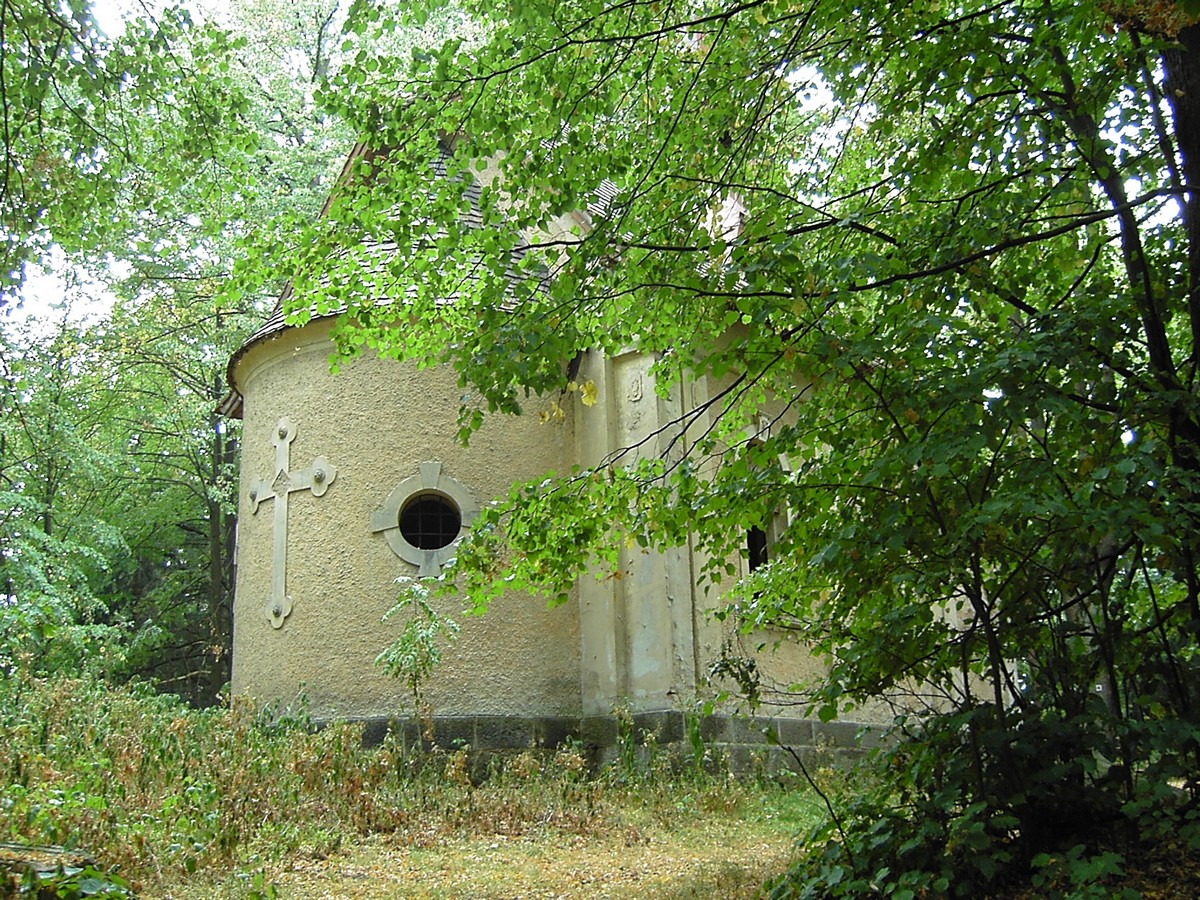
Kaple svatého Jáchyma (2006)
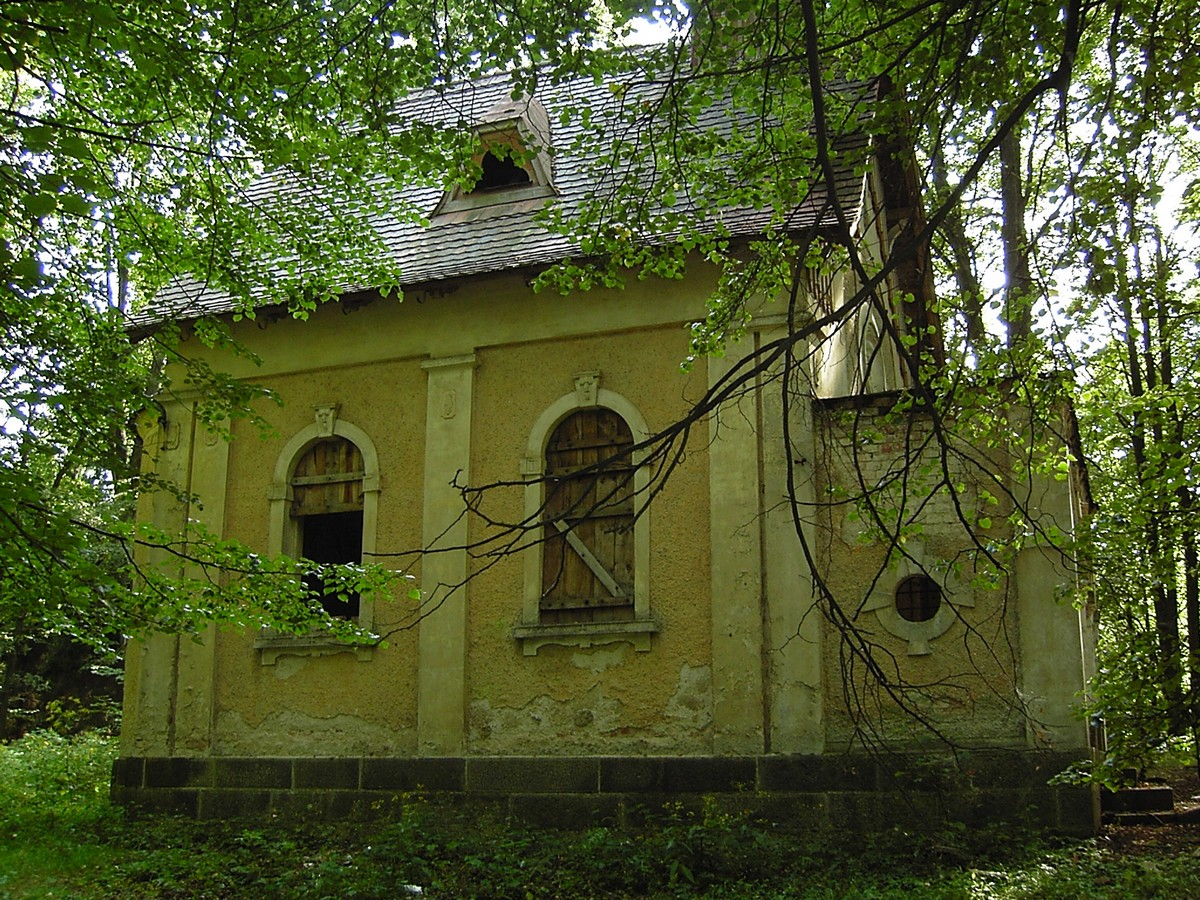
Kaple svatého Jáchyma (2005)
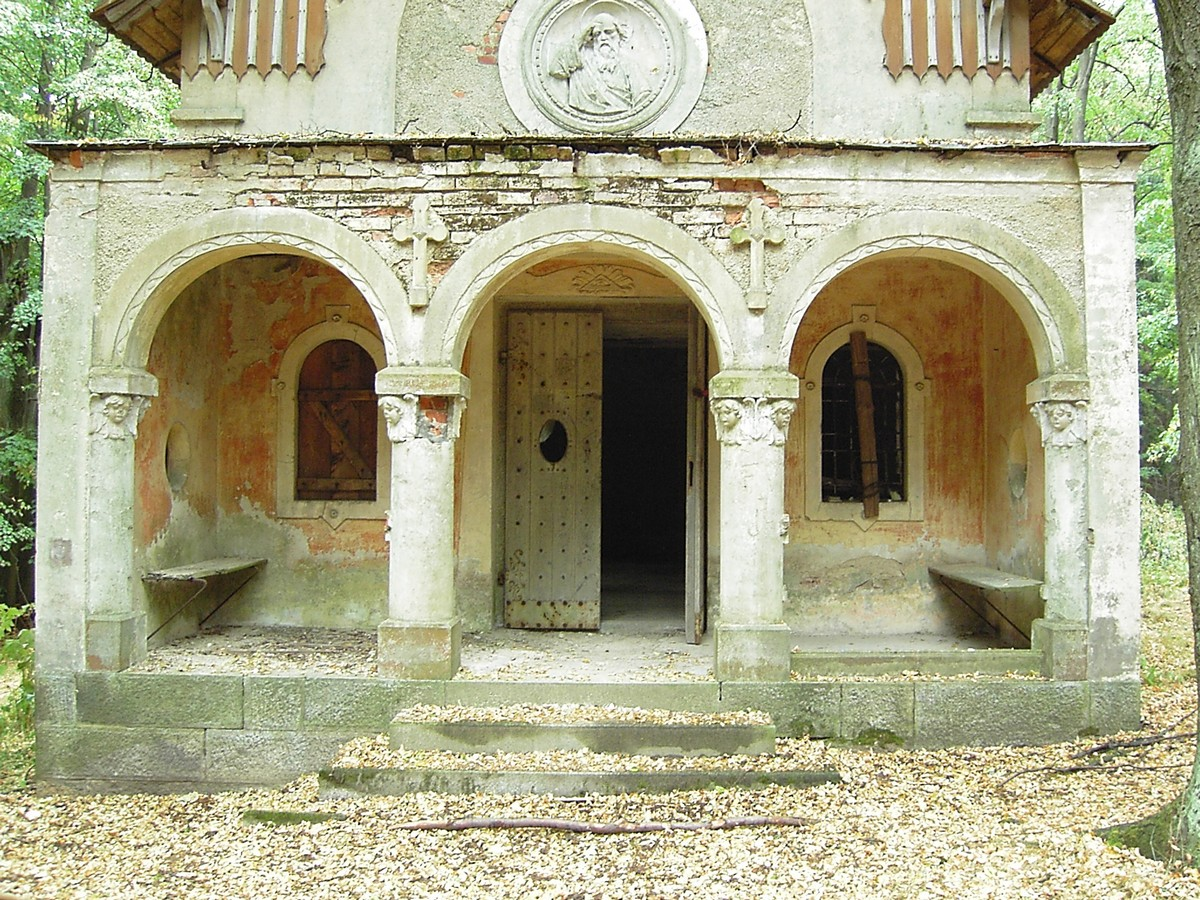
Kaple svatého Jáchyma, arkády (2006)
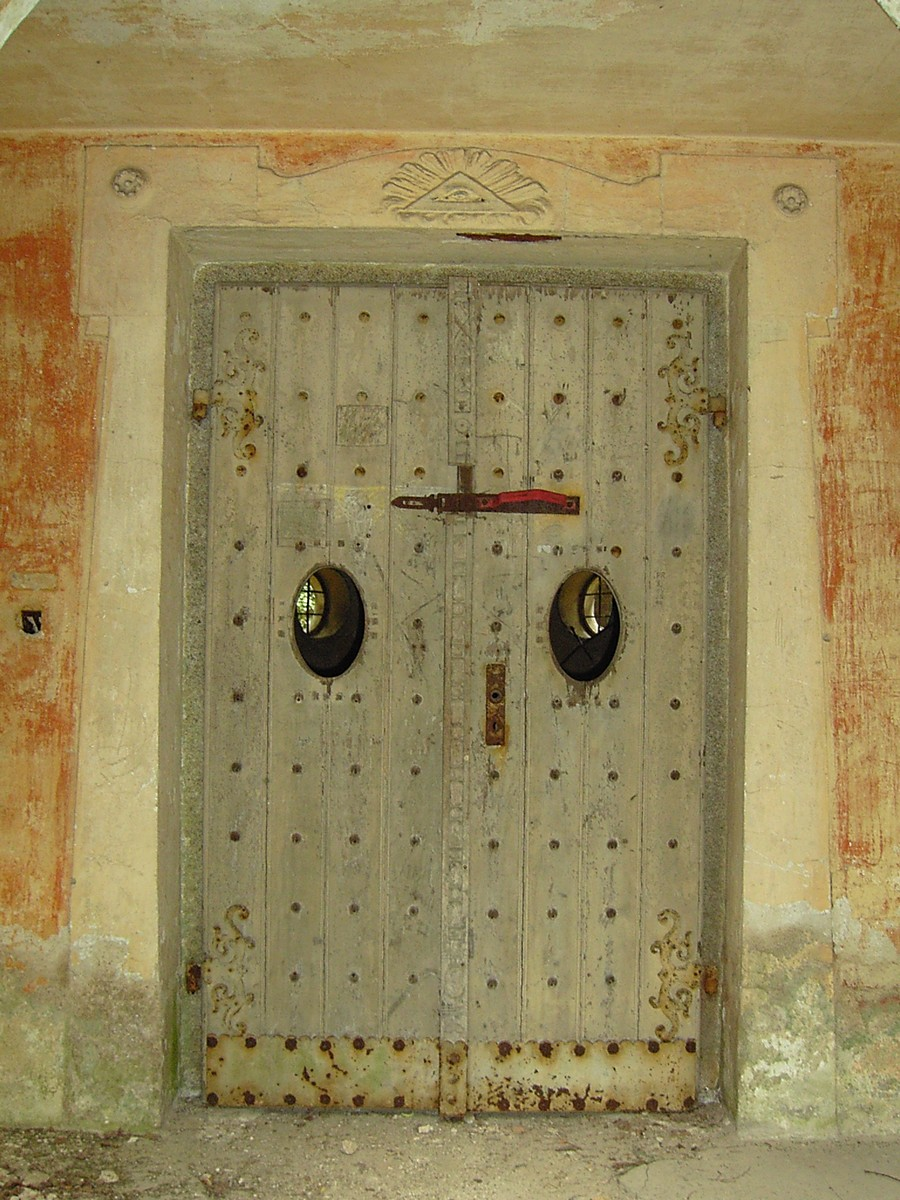
Kaple svatého Jáchyma, dveře (2006)
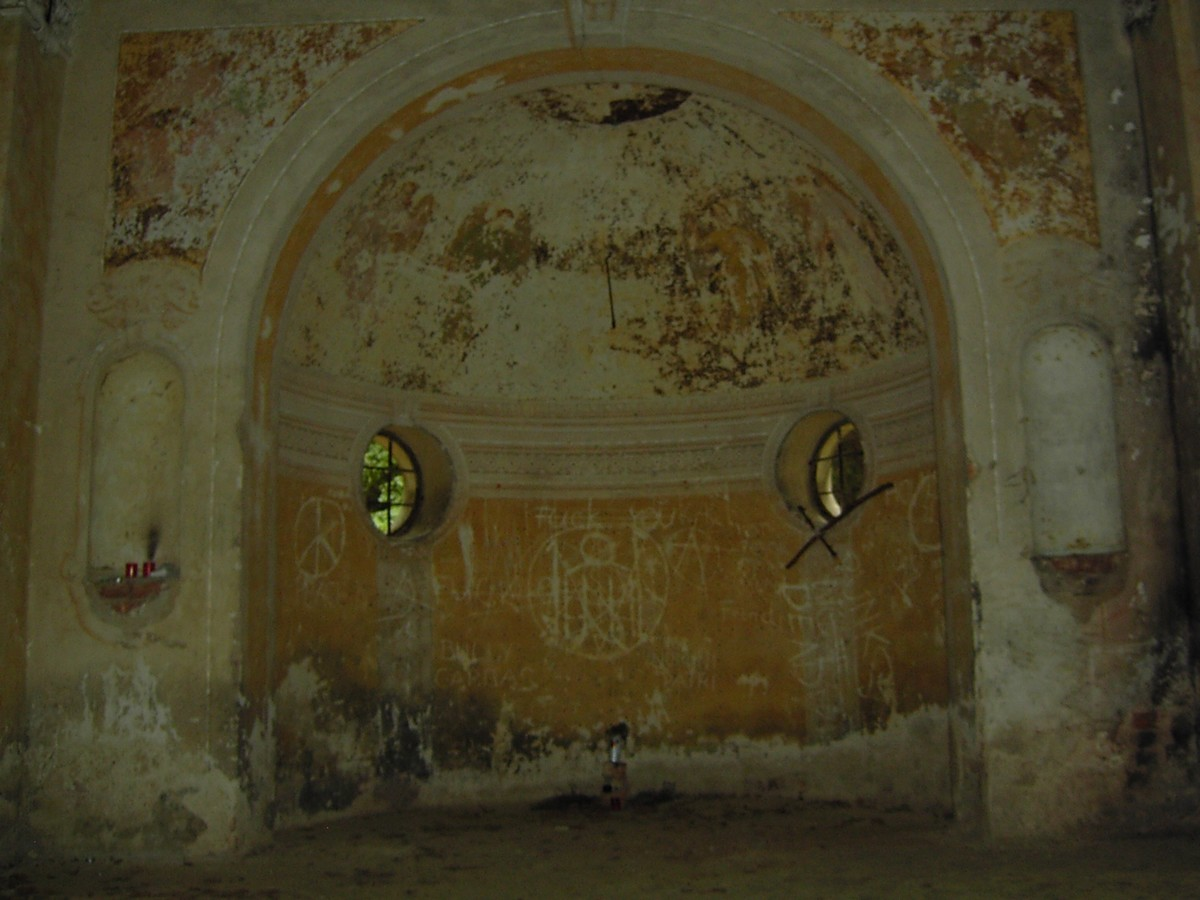
Kaple svatého Jáchyma, presbytář (2006)
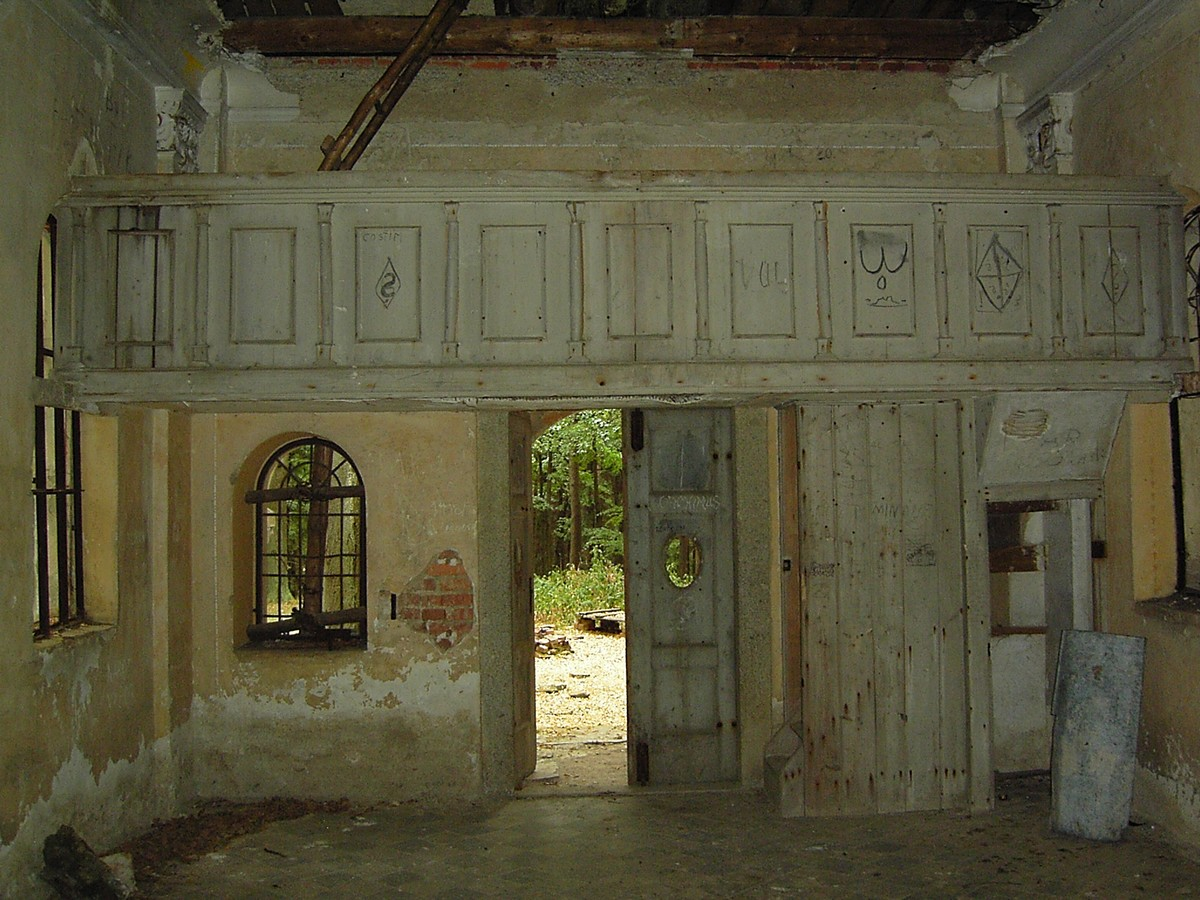
Kaple svatého Jáchyma, kůr (2006)
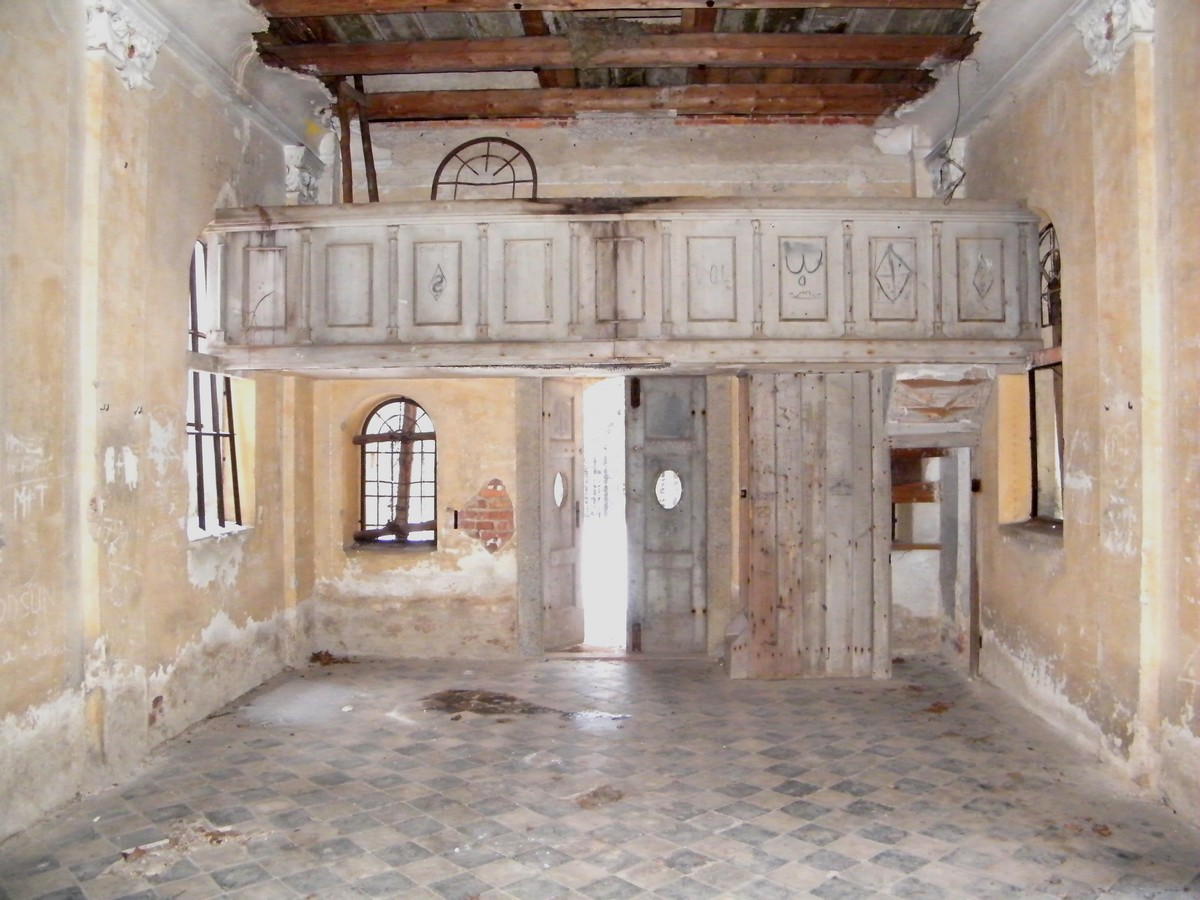
Kaple svatého Jáchyma, interiér (2016)
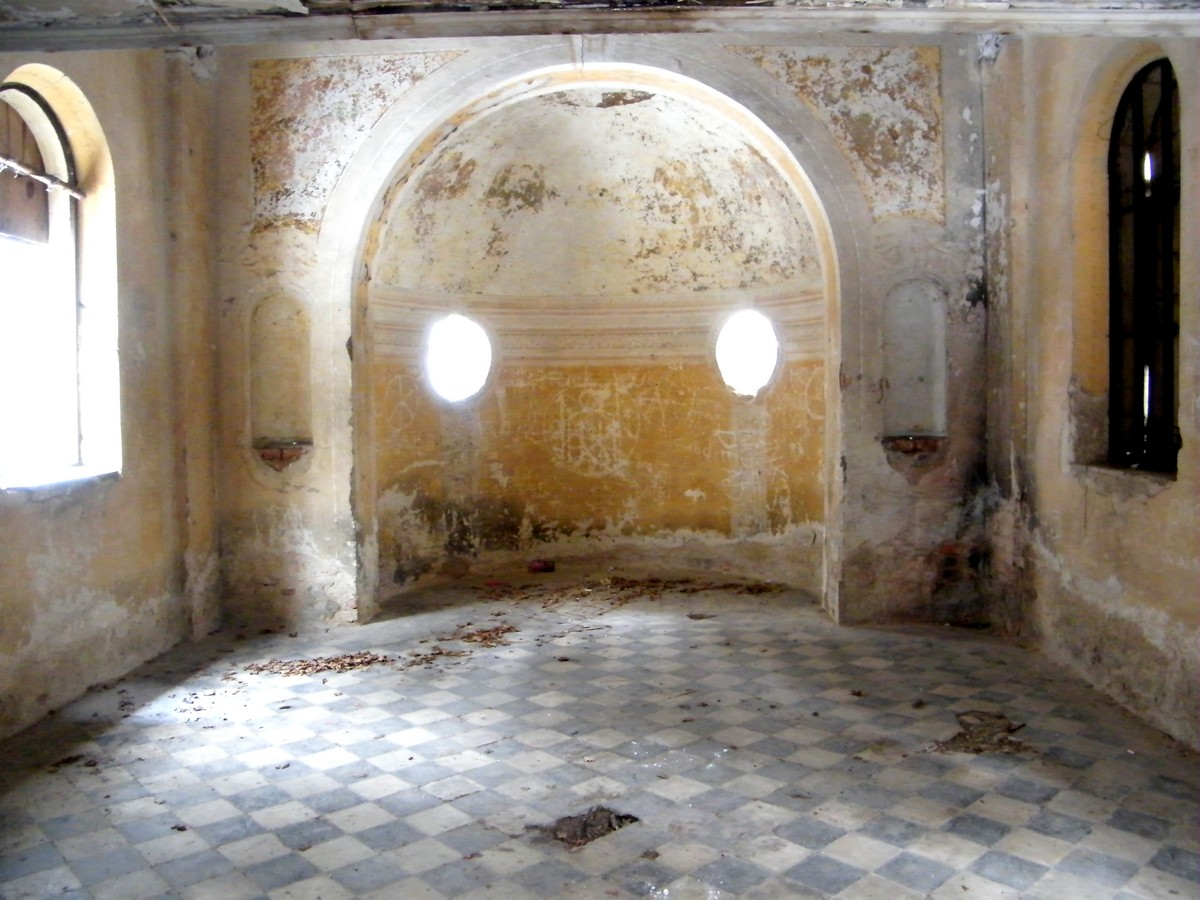
Kaple svatého Jáchyma, interiér (2016)
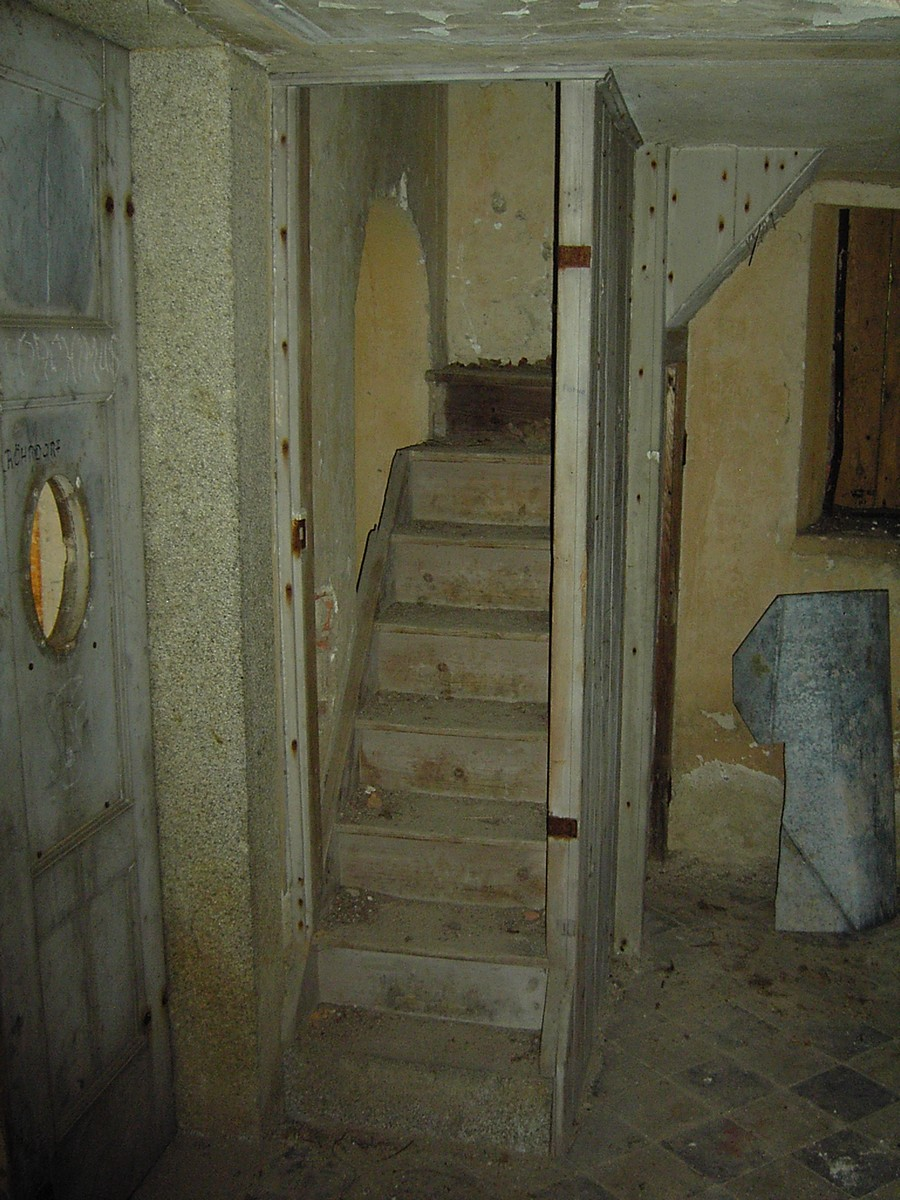
Kaple svatého Jáchyma, schody na kůr (2006)
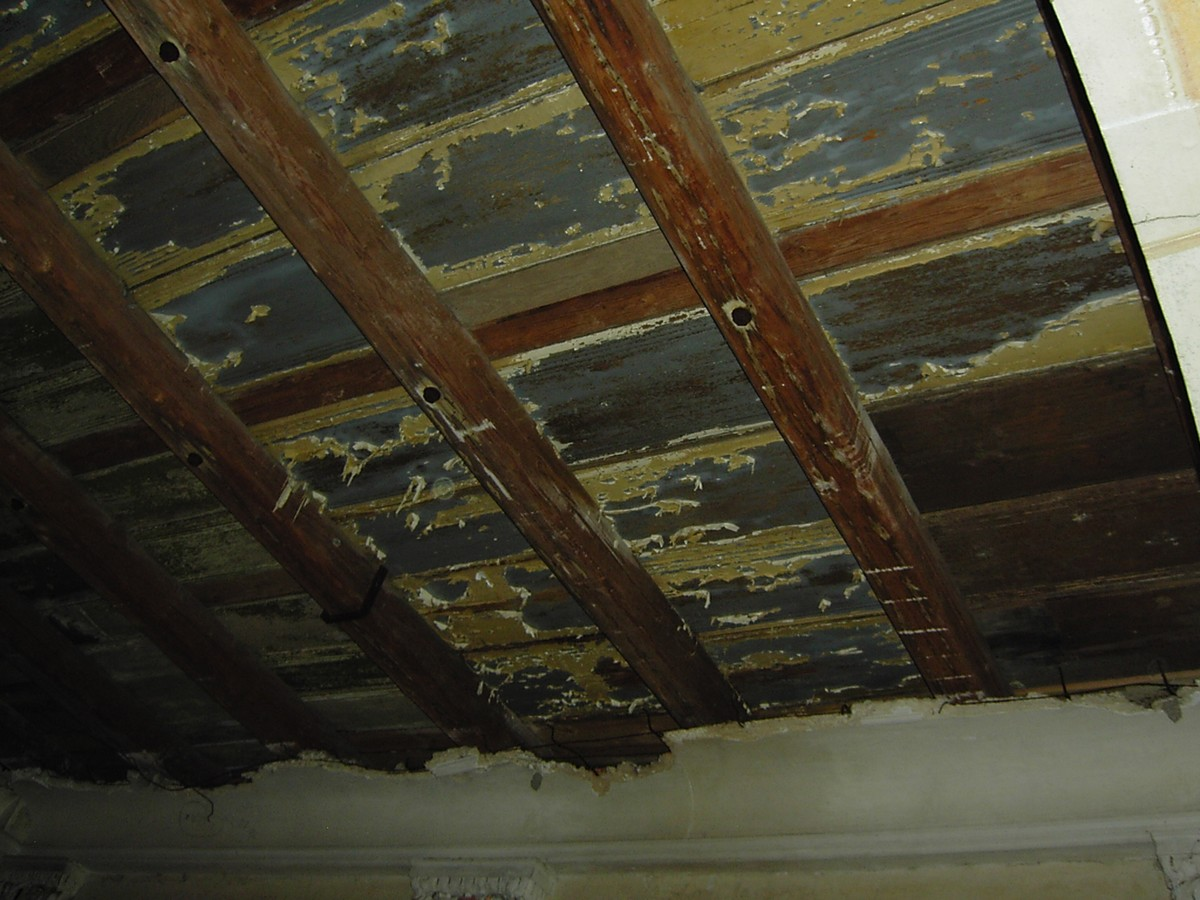
Kaple svatého Jáchyma, strop (2006)
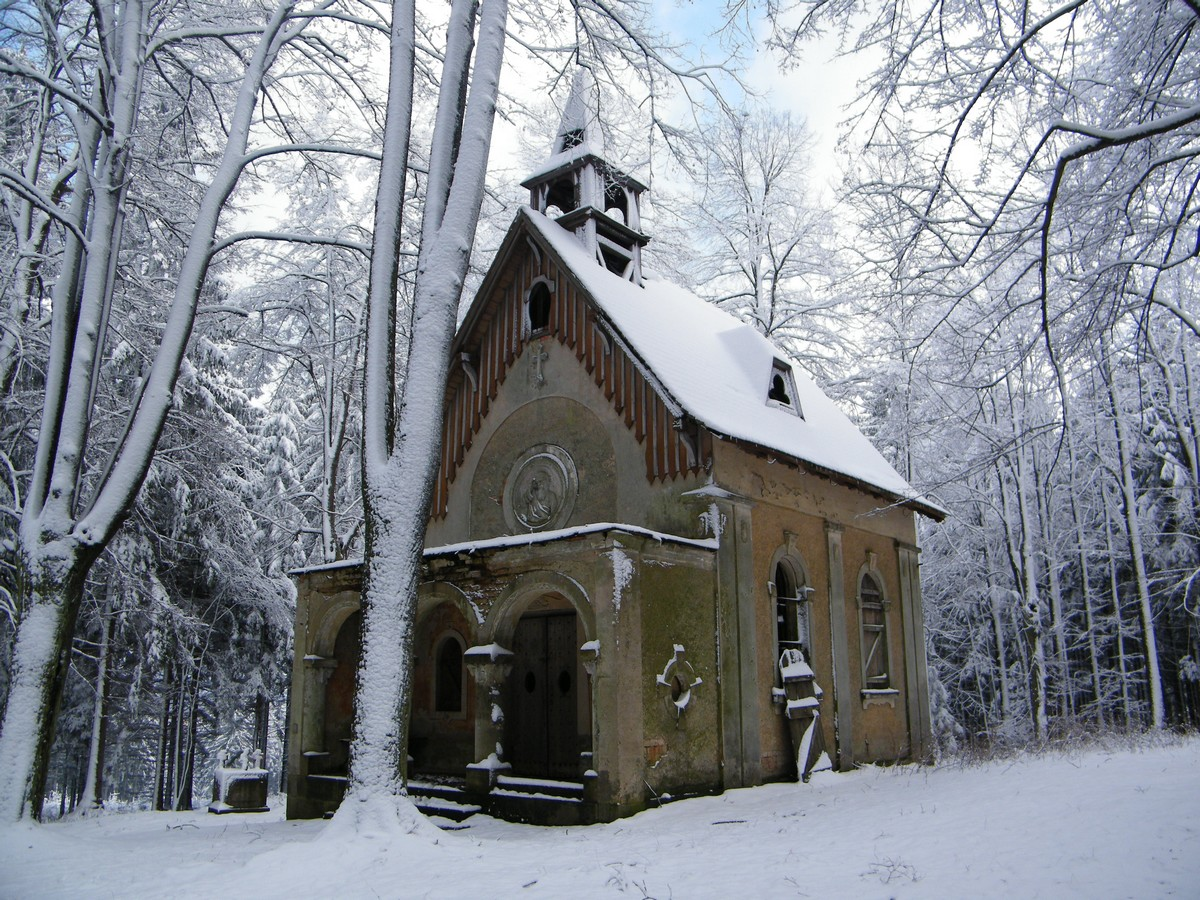
Kaple svatého Jáchyma (2012)
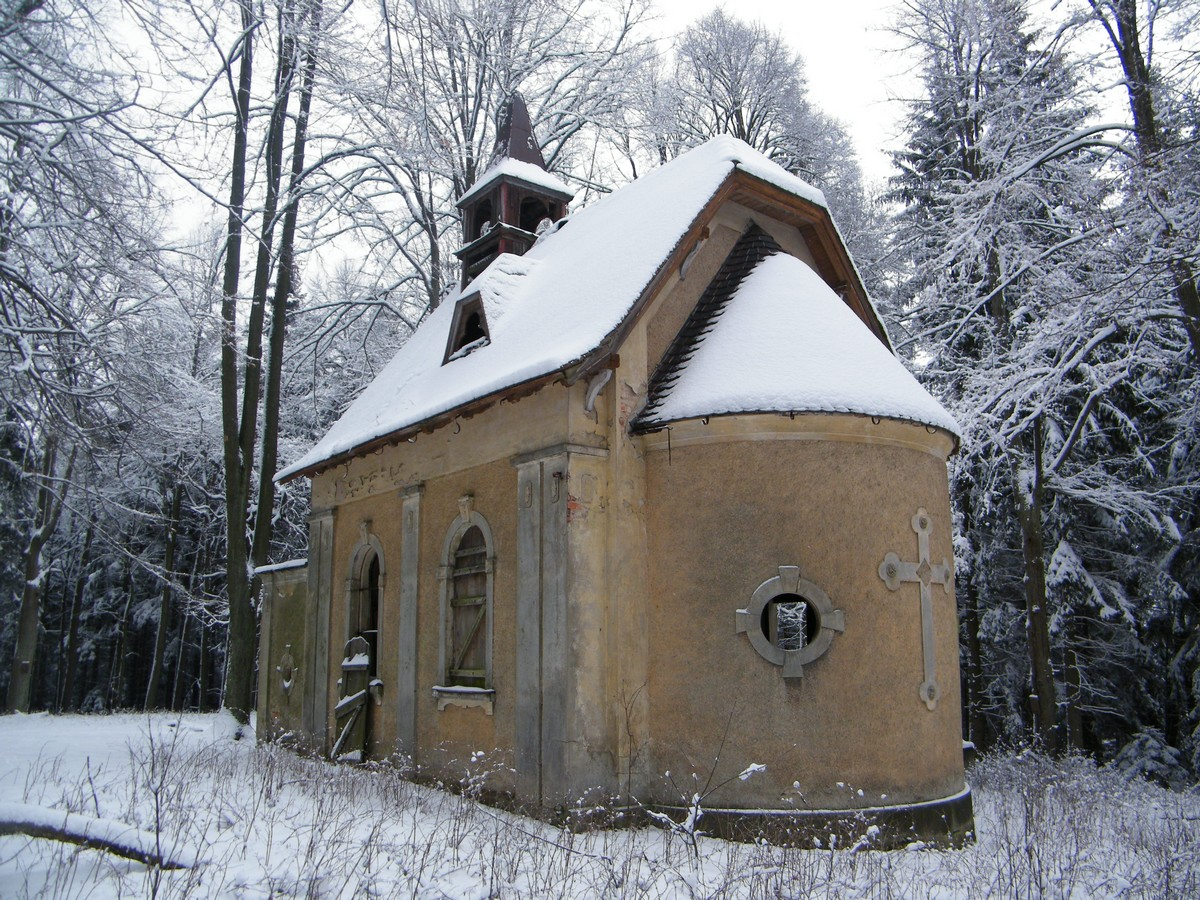
Kaple svatého Jáchyma (2016)
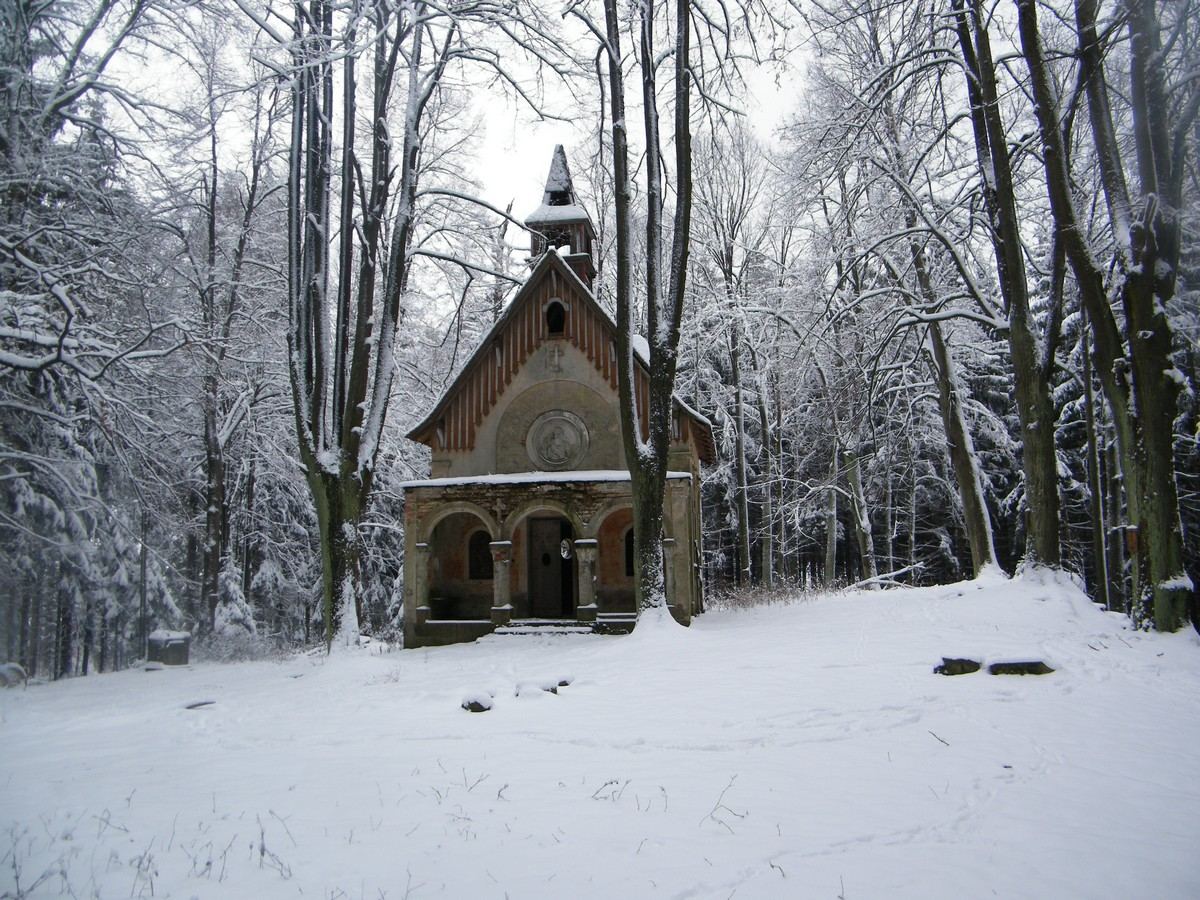
Kaple svatého Jáchyma (2016)